# Мейбл, Фатті і закон
Мейбл, Фатті і закон (англ. Mabel, Fatty and the Law) — американська короткометражна кінокомедія Роско Арбакла 1915 року.

## Сюжет
Коли Мейбл ловить її чоловіка, що фліртує з їх прислугою, вони починають сварку. Щоб розвіятись пара вирішує прогулятися до парку. Поблизу, інше подружжя мають подібну сварку через дрібницю, і вони також йдуть до парку разом. Але в парку, так важко уникнути подальших неприємностей.

## У ролях
- Мейбл Норманд — Мейбл
- Роско ’Товстун’ Арбакл — Фатті
- Гаррі Гріббон — кокетливий чоловік
- Мінта Дарфі — кокетлива дружина
- Джозеф Свікард — сержант Деск
- Біллі Беннетт — фліртуюча прислуга
- Джо Бордо — поліцейський в парку
- Джиммі Браянт — поліцейський в парку
- Хелен Карлайл — покоївка
- Аль Ст. Джон — поліцейський в парку
- Френк Гейз — поліцейський в парку
- Вільям Хаубер — поліцейський в парку